# Monika Sznajderman
Monika Sznajderman (ur. 19 listopada 1959 w Warszawie) – polska antropolożka kultury, wydawczyni i pisarka.

## Życiorys
Stopień doktora nauk humanistycznych otrzymała w Instytucie Sztuki Polskiej Akademii Nauk w Warszawie. Zajmuje się antropologią współczesności (zwłaszcza problemami popularnej kultury audiowizualnej) i formami współczesnej wyobraźni religijnej.
Prowadzi Wydawnictwo Czarne, które założyła z mężem Andrzejem Stasiukiem w 1996 roku. Jest prezesem Stowarzyszenia Rozwoju Sołectwa Krzywa zajmującego się dziećmi z byłych PGR-ów w Beskidzie Niskim.
Dwukrotna finalistka Nagrody Literackiej „Nike”: w 2017 za książkę Fałszerze pieprzu oraz w 2020 za Pusty las.
W 2023 nakład książki Fałszerze pieprzu został wycofany w związku z ugodą zawartą między Wydawnictwem Czarnym i autorką a Janem Jakubem Tatarkiewiczem, wnukiem Władysława Tatarkiewicza, a z kolejnych nakładów miały zostać usunięte niezgodne z prawdą sugestie autorki.

## Galeria

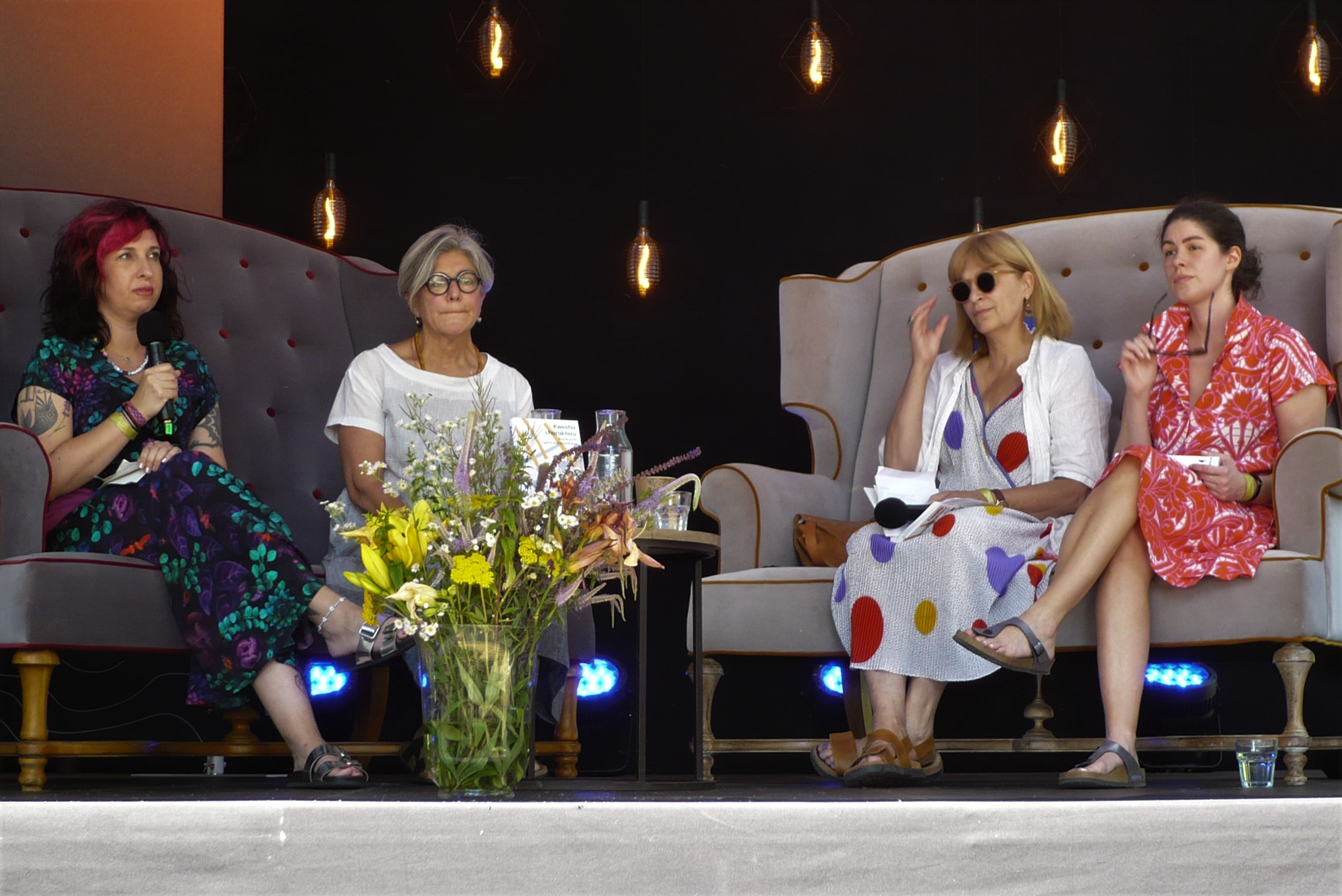
IX Festiwal Góry Literatury, 2023
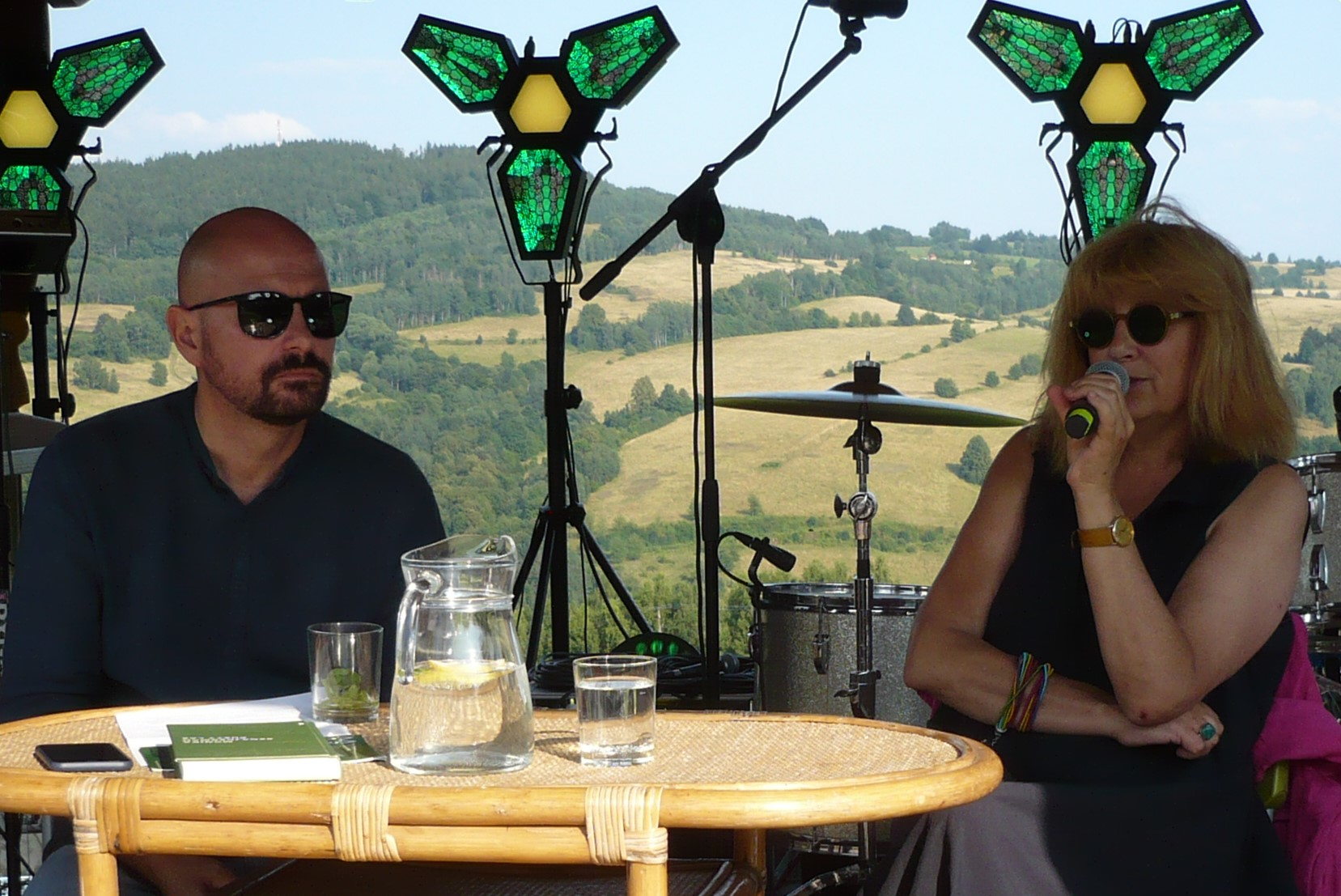
Z Jakubem Fereńskim, 2021

## Życie prywatne
Jest córką kardiologa Marka Sznajdermana (1929–2020) i prof. medycyny Małgorzaty Ciświckiej-Sznajderman (1931–1988), wnuczką neurologa Ignacego Sznajdermana i Amelii z d. Rozenberg, oraz wnuczką Marii Janiny Lachert i Stanisława Ciświckiego, którzy pobrali się w 1926. Jest prawnuczką Wacława Lacherta i Wandy Lipskiej, którą  poślubił w 1899. 
Wraz z mężem Andrzejem Stasiukiem mieszka w Wołowcu, w Beskidzie Niskim.

## Wybrane publikacje
- „The Jardin des Plantes. Postcards” czyli roślinna metaforyka Jamesa Clifforda, [w:] Konteksty. Polska Sztuka Ludowa, 1994 nr 3/4
- Teologia pięknych kobiet (m.in. o literaturze erotycznej) [w:] Dariusz Czaja (red.) Mitologie popularne: szkice z antropologii współczesności, Kraków 1994, Wyd. Universitas, s. 220, ISBN 83-7052-152-5
- Zaraza. Mitologia dżumy, cholery i AIDS, Warszawa 1994, Wydawnictwo Naukowe Semper, s. 136, ISBN 83-85810-43-9
- Współczesna Biblia Pauperum. Szkice o wideo i kulturze popularnej, Kraków 1998, Wydawnictwo Uniwersytetu Jagiellońskiego, s. 118, ISBN 83-233-1176-5
- Błazen. Maski i metafory, Gdańsk 2000, s. 240, Wyd. słowo/obraz terytoria, ISBN 83-88560-85-9. Wznowienie nakładem Wydawnictwa Czarne, Wołowiec 2018.
- Znikająca Europa, Wołowiec 2006, Wydawnictwo Czarne (red. z Katharina Raabe)
- Fałszerze pieprzu, Wołowiec 2016, Wydawnictwo Czarne, ISBN 978-83-8049-406-0[12].
- Pusty las, Wołowiec 2019, Wydawnictwo Czarne, ISBN 978-83-8049-823-5[13]